# Predeal (Brașov)
Predeal è una città della Romania di 5 174 abitanti, ubicata nel distretto di Brașov, nella regione storica della Transilvania. Fanno parte dell'area amministrativa le località di Pârâul Rece, Timișu de Jos e Timișu de Sus. 
Predeal è una nota meta turistica per coloro che amano sciare.

## Galleria d'immagini

Mappa in 3D di Predeal.
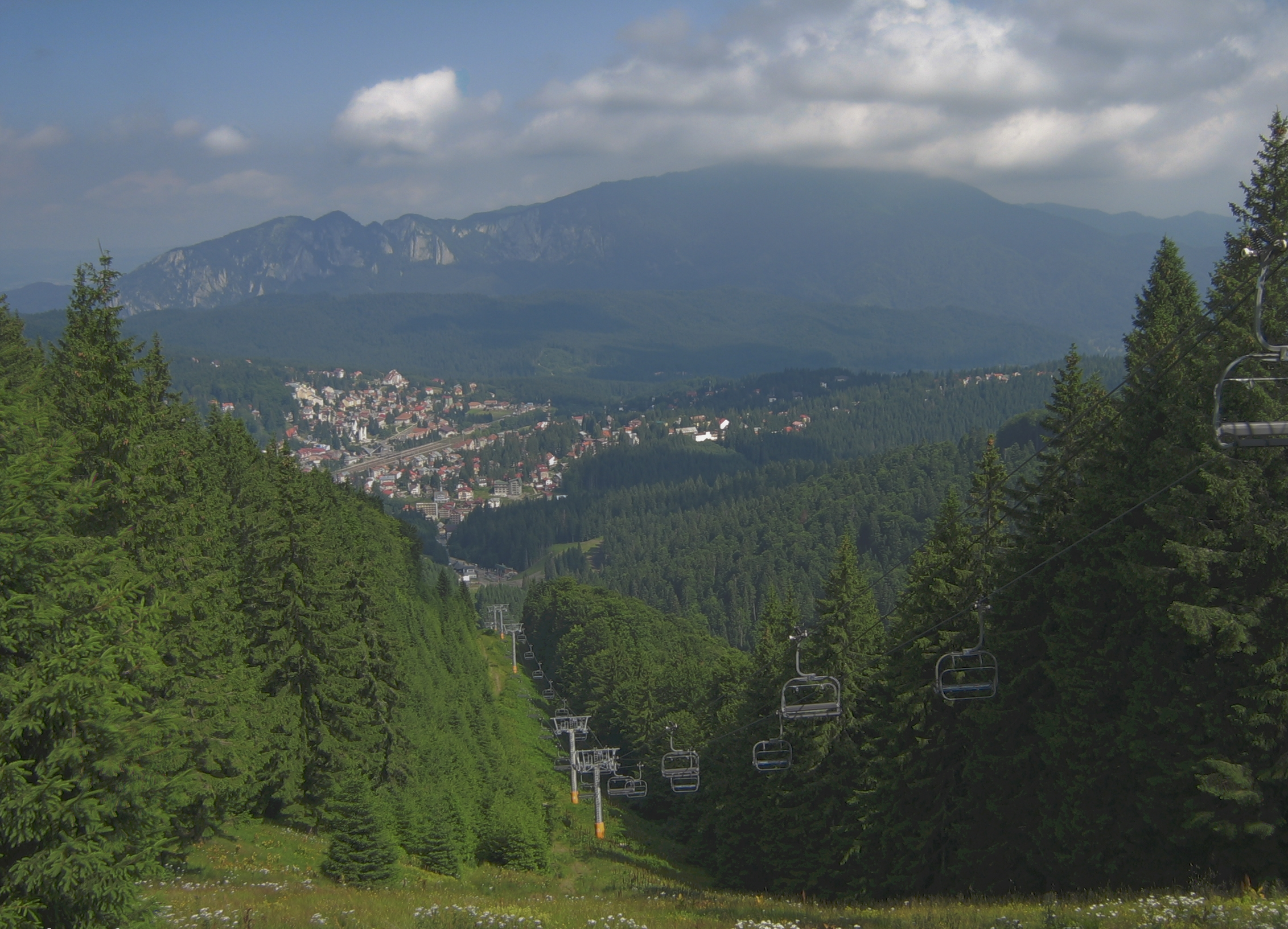
Predeal e il monte Postavaru.